# دين ولز
دين ولز (بالإنجليزية: Dean Wells)‏ (25 مايو 1985 في المملكة المتحدة - ) هو لاعب كرة قدم بريطاني في مركز الوسط. لعب مع ستيفيناغ بوروه ونادي برينتفورد وبرينتري تاون وهامبتون أند ريتشموند بورو وStaines Town F.C. ‏.

## وصلات خارجية
- دين ولز على موقع قاعدة بيانات كرة القدم.إي يو (الإنجليزية)
- دين ولز على موقع Soccerbase.com (لاعب) (الإنجليزية)
- دين ولز على موقع Soccerway.com (الإنجليزية)